# Iňačovce
Iňačovce est un village de Slovaquie situé dans la région de Košice.

## Histoire
Première mention écrite du village en 1417.

## Démographie

### Évolution de la population
| Année:               | 1994. | 2004.    | 2014.    | 2024.    |
| -------------------- | ----- | -------- | -------- | -------- |
| Nombre de personnes: | 570   | 630      | 759      | 909      |
| Différence:          |       | +10,52 % | +20,47 % | +19,76 % |

| Année:               | 2023. | 2024.   |
| -------------------- | ----- | ------- |
| Nombre de personnes: | 896   | 909     |
| Différence:          |       | +1,45 % |

## Politique
| Nom            | Parti politique | Date de l'élection | Fin du mandat |
| -------------- | --------------- | ------------------ | ------------- |
| Gabriel Ivanko | KSS             | 02.12.2006         | Déc. 2010     |